# Фэнлису
Фэнлису
Фэнлису (кит. трад. 鳳梨酥, упр. 凤梨酥) — национальное блюдо Тайваня, рассыпчатое печенье со сладкой ананасовой начинкой. Для приобретения более «тугого» вкуса в ананасовую пасту добавляется восковая тыква.
На протяжении многих веков большие в диаметре фэнлису были праздничным блюдом, зачастую выполняло роль свадебного подарка (鳳梨 на миннанском диалекте звучит как wanglai, что по звучанию аналогично 旺来, которое можно перевести как «да придёт благополучие»). Лишь в XIX веке тайваньский пекарь Янь Пин (颜瓶) начал продавать маленькое печенье с ананасовой начинкой, назвав его «печенье дракона и феникса» (龙凤饼). С того времени производство маленьких фэнлису стало повсеместным.
В настоящее время фэнлису является чрезвычайно популярным среди местных жителей и иностранных туристов лакомством. Благодаря наплыву покупателей с материкового Китая объём производства данного вида печенья вырос с 150 млн тайваньских долларов в 2006 года до 3 млрд в 2012 году.